# San Diego Film Critics Society Awards 2001
I premi del 6° San Diego Film Critics Society Awards sono stati annunciati il 18 dicembre 2001.

## Premi e nomination

### Miglior attore
Guy Pearce – Memento
- Russell Crowe – A Beautiful Mind

### Miglior attrice
Thora Birch – Ghost World
- Cate Blanchett – Charlotte Gray

### Miglior fotografia
Roger Deakins - L'uomo che non c'era (The Man Who Wasn't There)

### Miglior regista
Terry Zwigoff – Ghost World

### Miglior film
Ghost World

### Miglior film in lingua straniera
Il favoloso mondo di Amélie • Francia / Germania

### Migliore scenografia
Moulin Rouge! – Catherine Martin

### Migliore sceneggiatura originale
Donnie Darko – Richard Kelly

### Migliore adattamento della sceneggiatura
Ghost World – Daniel Clowes, Terry Zwigoff

### Miglior attore non protagonista
Ben Kingsley – Sexy Beast - L'ultimo colpo della bestia

### Migliore attrice non protagonista
Naomi Watts – Mulholland Drive
- Maggie Smith – Gosford Park

### Premio speciale
Steve Buscemi (come attore dell'anno per i film Ghost World, Monsters & Co., Double Whammy, Unico testimone e Final Fantasy)